# Franz Seraph A. Widnmann

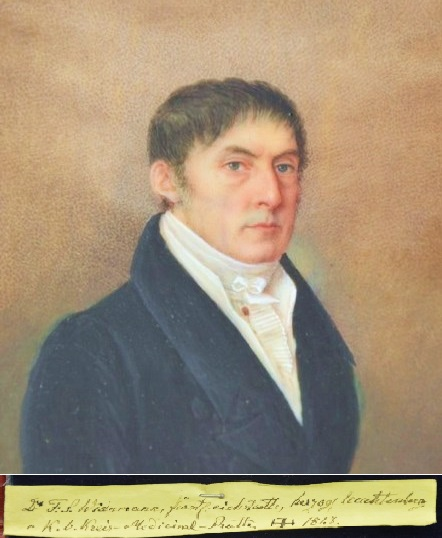
Franz Widnmann, Gouache/Elfenbein, um 1815

Franz Widnmann (vollständiger Name Franz Seraph Amand Widnmann; * 19. März 1765 in Marktoffingen; † 27. Januar oder 28. Januar 1848 in München) war ein deutscher Arzt und Pionier der Homöopathie.

## Leben
Franz Widnmann wurde in Marktoffingen als jüngstes von 17 Kindern geboren. Sein Vater Johann Baptist  Widnmann (1709–1792) war Hofrat und Oberamtmann zu Marktoffingen, verheiratet mit Anna Zinsmeister (1721–1766), Kronenwirtstochter aus Wallerstein.
Nach Beendigung seiner Schulausbildung in Augsburg ging Widnmann nach Dillingen, um dort Theologie zu studieren, änderte aber seine Meinung und begab sich nach Ingolstadt, wo er sich dem Medizinstudium widmete. Er promovierte 1792 in Würzburg. Als Widnmann noch Student war, fand er sein Auskommen durch Lehrtätigkeit. Nach Beendigung seiner medizinischen Ausbildung ließ er sich als Arzt in Wallerstein nieder. Im Jahre 1798 wurde er zum Gerichtsarzt in Eichstätt ernannt und anschließend zum Leibarzt und medizinischen Berater des Fürstbischofs berufen. Er heiratete die Witwe seines Vorgängers Ulrich, Maximiliana, geb. Poeckhel (1774–1853). Aus der Ehe gingen sieben Kinder hervor. Der jüngste der drei Brüder war der spätere Bildhauer Max von Widnmann. Die Familie wohnte im eigenen Haus in der Luitpoldstrasse 16 in Eichstätt.
Im Jahre 1817 wurde Eichstätt dem Herzog von Leuchtenberg und Fürst von Eichstätt, Eugen Beauharnais zugesprochen (Stiefsohn Napoleons und von 1805 bis 1813 Vizekönig von Italien),  der mit Auguste verheiratet war, der Tochter des bayerischen Königs Maximilian I. Joseph. Unmittelbar nach seiner Ankunft in Eichstätt hatte der Herzog den bisherigen bischöflichen Hofmedicus auch in seinen persönlichen Dienst gezogen.
Im Juli 1823 begleitete Widnmann den bereits kranken Eugen Beauharnais zur Kur nach Marienbad. Dort traf er am 13. Juli auch mit J.W. v. Goethe zusammen, der ihn nach dem Gesundheitszustand des Herzogs befragte. Goethe berichtete über diese Begegnung in einem Brief an seinen Sohn August. Zum Jahresende 1823 verschlimmerte sich die Krankheit des Herzogs, Widnmann übernahm auch in München die ärztliche Betreuung des Herzogs bis zu seinem Tode am 21. Februar 1824. Er hatte sich zwischenzeitlich mit seiner Familie in der aufstrebenden Stadt niedergelassen, da er sich dort auch für seine Kinder eine bessere Zukunft erhoffte.
Am 31. März 1842 feierte Widnmann das Jubiläum seiner Arztlaufbahn, als er einen akademischen Grad ehrenhalber verliehen bekam.  Widnmann praktizierte ununterbrochen bis einige Wochen vor seinem durch eine Lungenentzündung verursachten Tod am 27. Januar 1848.
Er war auch ein Pionier der Homöopathie und Schüler Samuel Hahnemanns.
Sein Aufsatz „Einige Gedanken über Homöopathie“ gilt als „kritisch-wohlwollend eingestellte(r) Aufsatz“ zur Homöopathie. „Er spricht sich bedingt zustimmend aus und fragt, ob die kleinen Gaben homöopathisch wirken oder allopathisch, oder gar enantiopathisch. Damit ist Widnmann wohl der erste, der diese Frage aufgeworfen hat, ohne daß sie bis heute gelöst worden wäre. Er will alle drei Heilverfahren angewendet wissen.“
Seine Schriften wurden überall in Hufeland’s Journal, der Hygea usw. verbreitet. Sein Sohn Ludwig Adolf (1799–1881) wurde Apotheker und gründete die Stadtapotheke München.